# Dayah Caleue
Dayah Caleue is een bestuurslaag in het regentschap Pidie van de provincie Atjeh, Indonesië. Dayah Caleue telt 712 inwoners (volkstelling 2010).